# Cheilinus abudjubbe
Cheilinus abudjubbe (Rüppell, 1835) è un pesce marino appartenente alla famiglia Labridae.

## Distribuzione e habitat
È una specie demersale esclusiva delle acque del Mar Rosso. Vive sia nella barriera corallina che nelle aree ricche di alghe intorno ai 20 m di profondità.

## Descrizione
Presenta un corpo abbastanza compresso lateralmente, alto e lungo intorno ai 21 cm. 
La colorazione è prevalentemente marrone grigiastra, ma la testa è più chiara e negli esemplari adulti sul dorso sono presenti diverse macchie bianche. Dagli occhi piccoli si diramano delle sottili linee rosse, e macchie molto piccole sempre di quel colore sono presenti su quasi tutto il corpo. L'area del peduncolo caudale è bianca-giallastra. 
La pinna dorsale e la pinna anale sono allungate, basse, scure ma coperte da puntini rossi o verdi chiari, presenti anche sulla pinna caudale, dal margine arrotondato. La colorazione dei giovani è in genere tendente al marrone, e in essi mancano le macchie bianche su dorso e pinna dorsale.

## Riproduzione
È un pesce oviparo e la fecondazione è esterna. Non vi sono cure nei confronti delle uova e degli avannotti.

## Conservazione
Questa specie viene classificata come "a rischio minimo" (LC) dalla lista rossa IUCN perché viene catturata saltuariamente per essere allevata in acquario, ma l'unica pericolo che in futuro potrebbe davvero minacciarne la popolazione è il degrado dell'habitat. È inoltre diffusa in diverse aree marine protette.